# Soon Over Babaluma
Soon Over Babaluma — п'ятий студійний альбом рок-гурту Can. Це перший альбом гурту після відходу Дамо Сузукі у 1973 році. Вокальні партії виконують гітарист Майкл Каролі та клавішник Ірмін Шмідт. Це також їхній останній альбом, створений за допомогою дводоріжкового магнітофона.
На ньому ембієнтний стиль Future Days часом просувається ще далі, як на «Quantum Physics», хоча є й кілька оптимістичних треків, таких як «Chain Reaction» і «Dizzy Dizzy».

## Відгуки критиків
Американський музикант Домінік Леоне зробив рецензію на Soon Over Babaluma для Pitchfork, написавши, що «постійно дивувався тому, наскільки чітко все звучить, ніби гурт записав все це одним махом під час неймовірно натхненної, марафонської сесії. Однією з чудових речей у Can … була увага до деталей і усвідомлення того, що ефект кожного крихітного моменту в ході пісні може вплинути на імпульс всього твору. Тут немає маленьких чудес: навіть якщо сумно думати, що ці альбоми представляють останній великий подих Can, жоден з їхніх моментів ніколи не звучав краще». У своїй рецензії для Allmusic американський музичний журналіст Нед Раггетт зазначив, що «Після відходу Сузукі вокальні обов'язки тепер розділені між Каролі і Шмідтом. Мудро, що жоден з них не намагається клонувати Муні або Сузукі, натомість прагне до власного стриманого підходу до речей», давши альбому оцінку чотири зірки з п'яти.
Роберт Крістгау був менш вражений у The Village Voice, порівнюючи «суто європейську» музику з менш цікавою, менш пронизливою варіацією на тему електричного періоду Майлза Девіса 1970-х років: «Він ніколи не буває помпезним, помітно розумним, грайливим і навіть безглуздим. Якщо ви докладете максимум зусиль, ви зможете розрізнити кілька фрагментів внутрішньої логіки. Але світлий тон уникає текстури, щільності або болю. У джазовому ритмі немає нічого спільного зі свінгом, фанком чи сексом». У The Rolling Stone Album Guide Дуглас Волк назвав альбом «м'яким і місцями майже боязким», за винятком «Chain Reaction», вважаючи цю пісню передвісником техно 1990-х.

## Трек-лист
Автори всіх текстів: Хольгер Чукай, Міхаель Каролі, Яки Лібецайт та Ірмін Шмідт, якщо не зазначено інше.
| Сторона A | Сторона A                                                                                 | Сторона A  |
| #         | Назва                                                                                     | Тривалість |
| --------- | ----------------------------------------------------------------------------------------- | ---------- |
| 1.        | «Dizzy Dizzy» (Данкан Феллоуелл [текст]; Чукай, Уллі Айхбергер, Лібецайт, Шмідт [музика]) | 5:40       |
| 2.        | «Come sta, La Luna»                                                                       | 5:42       |
| 3.        | «Splash»                                                                                  | 7:45       |

| Сторона B | Сторона B         | Сторона B  |
| #         | Назва             | Тривалість |
| --------- | ----------------- | ---------- |
| 4.        | «Chain Reaction»  | 11:09      |
| 5.        | «Quantum Physics» | 8:31       |

## Персоналії
Can
- Міхаель Каролі – вокал (1, 4, 5), скрипка (1), гітара (all tracks), електрична скрипка (2, 3), бек-вокал (2)
- Ірмін Шмідт – орган (all tracks), електропіаніно (1, 3, 4, 5), Alpha 77 (всі треки), піаніно (1, 3, 4, 5), електронна перкусія (2)
- Яки Лібецайт – перкусія (всі треки)
- Хольгер Чукай – бас (всі треки)

Продакшн
- Can – продюсування
- Хольгер Чукай – головний інженер та редактор
- Уллі Айхбергер – художнє оформлення та дизайн
- Андреас Торклер – 2005 ремастеринг